# Література Аргентини
Література Аргентини — одна з найплідніших, найпримітніших і найвпливовіших у Латинській Америці. Її найвідомішими представниками є Хорхе Луїс Борхес, Хуліо Кортасар, Леопольдо Лугонес і Ернесто Сабато.

## Зародження

### Колоніальний період

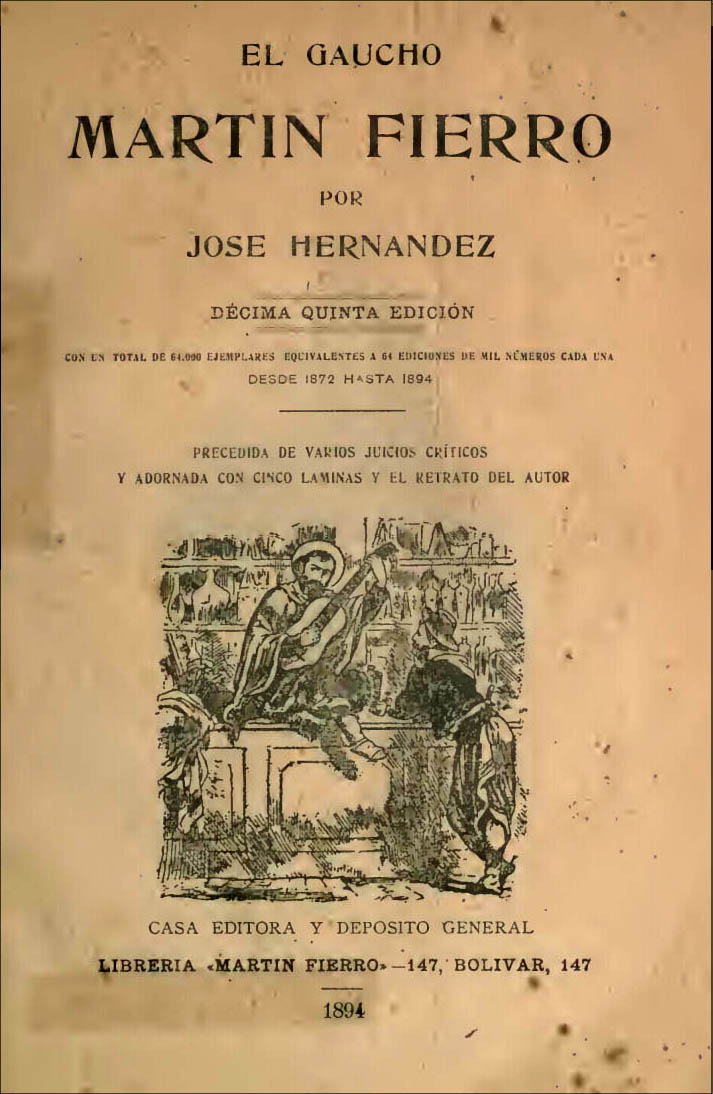
Обкладинка «Мартіна Фьєрро» — найвідомішого твору літератури гаучо

Іспаномовна література в Аргентині розпочалася з хронік іспанських колонізаторів. Першими письменниками і поетами були мешканці найстарішого аргентинського міста Сантьго-дель-Естеро Луїс Пардо, Матео Рохас де Окендо і Берналь Діас дель Кастільйо.
Першим хроністом Ріо-де-ла-Плати став Ульріх Шмідль, автор праці «Курс і подорож до Іспанії та Індій».
Заснування Університету Кордови у 1613 році стало значним поштовхом для розвитку культури Аргентини і літератури зокрема.

### Незалежність

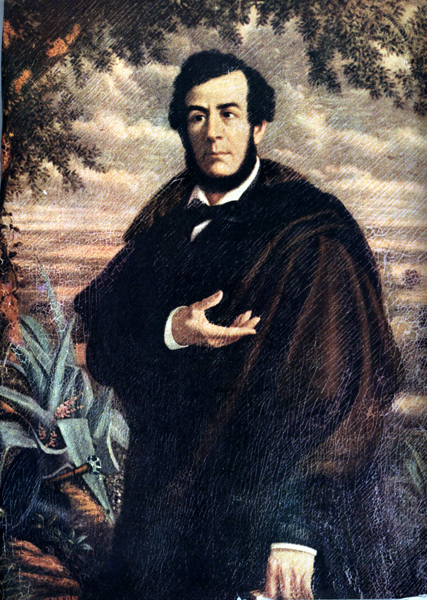
Естебан Ечеверрія

Після здобуття Аргентиною незалежності 1812 року була відкрита перша публічна бібліотека у Буенос-Айресі, до якої жителі впродовж першого місяця пожертвували 2000 книжок.
Першими проявами власне аргентинської літератури стали креольска (ісп. criollismo) та література гаучо (ісп. literatura gauchesca). Перший напрямок відзначається епічністю творів та ідеями перебудови суспільства і боротьби проти зовнішніх сил. Другий напрям є розповідями про життя гаучо і відкриття нових земель. Вважається, що саме література гаучо лягла в основу сучасної аргентинської літератури.
Перші твори літератури гаучо належать перу Бартоломе Ідальго. Також відомі сатира «Фауст» Естаніслао дель Кампо (1866), твори Іларіо Аскасубі, Антоніо Луссіча, Едуардо Гутьєреса та інших. Найвизначнішою роботою цього жанру вважається поема «Мартін Фьєрро» Хосе Ернандеса (1872).
Основоположником романтизму в аргентинській літературі став Естебан Ечеверрія і його роботи першої половини XIX ст. Найвідомішими серед них є оповідання «Бійня» (ісп. El matadero) і поема «Полонянка» (ісп. La cautiva).
1837 року Маркос Састре організував літературний салон у Буенос-Айресі. Основними ідеями, яких дотримувалися письменники, що відвідували салон, були необхідність створення національної літератури, яка б відповідала ідеалам Травневої революції, писалася місцевим діалектом іспанської (ісп. español rioplatense), відображала політичні і соціальні події у країні. Палкий патріотизм у неокласичній естетиці втілилися у творах Вісенте Лопеса-і-Планеса, Естебана де Луки і Пантелеона Рівароли.
У 1845 році вийшла книга Домінго Фаустіно Сарм'єнто «Факундо» про каудільйо Факундо Кірогу, яка вважається одним із перших творів аргентинської літератури.
У 1880-х роках розквітає література Буенос-Айреса, у якій слід відзначити ліричну поезію Альмафуерте, оповідання Хосе Мануеля Естради, Хоакіна Гонсалеса, Педро Гоєни, Мігеля Кане, Еухеніо Камбасераса і Хуліана Мартеля.
Серед письменниць XIX ст. відзначаються Хуана Мануела Горріті, Едуарда Мансілья, Роса Герра і Хуана Мансо, які у своїх творах приділяли увагу національним темам і проблемам становища жінок у тодішньому суспільстві.

## ХХ століття

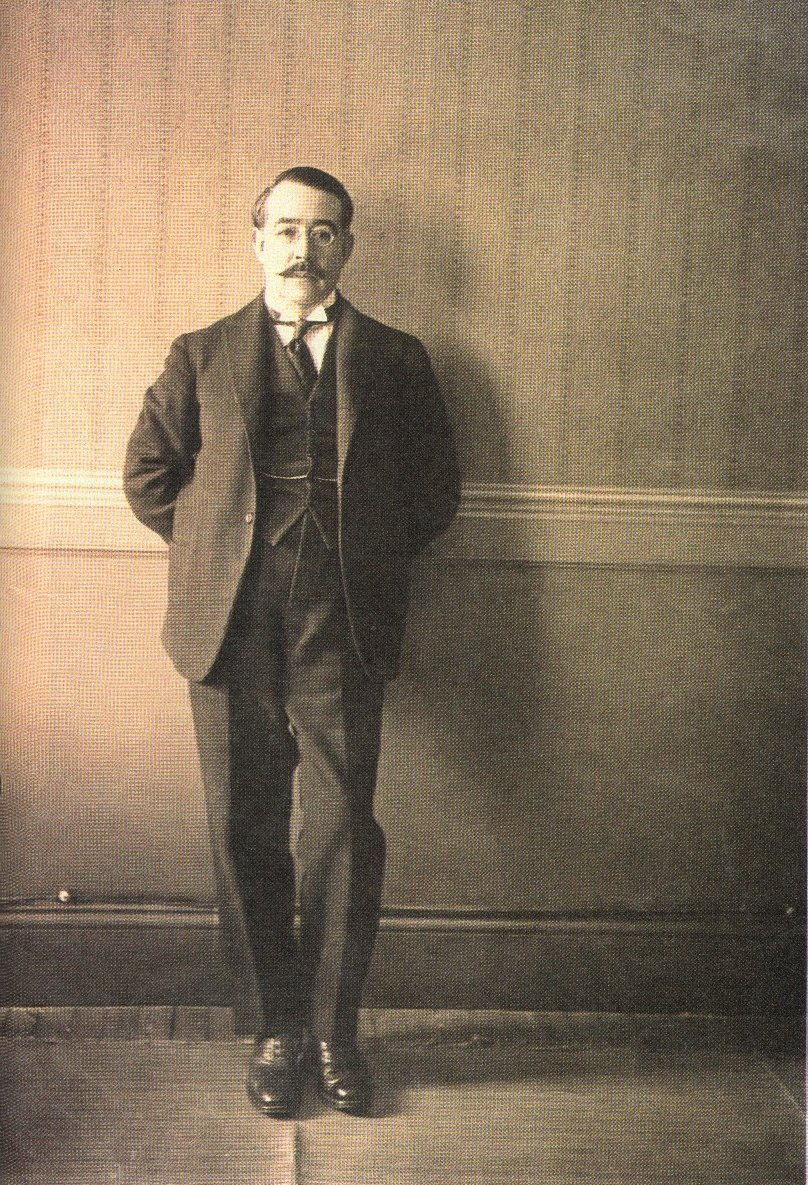
Леопольдо Лугонес

До початку XX ст. в Аргентині нормалізувалося політичне життя, завдяки чому культура країни почала бурхливо розвиватися. Фігурою, яка ознаменувала перехід до нової епохи у літературі Аргентини, став поет і письменник-модерніст Леопольдо Лугонес. За витонченою поезією Лугонеса розпочався період переважання простоти (ісп. sencillista), найвідомішими представниками якого є Бальдомеро Фернандес Морено й Еварісто Каррьєго. Також початок XX ст. відзначається появою багатьох творів, зокрема Густаво Мартінеса Сувірії, які були перенесені на кіноекран.
У 1920-х роках у літературних колах конкурували дві групи письменників: Флорида і Боедо. Члени Групи Флорида були переважно заможними людьми, а Група Боеда присвятила себе висвітленню соціальних і економічних проблем робітничого класу, беручи натхнення від російського соцреалізму. Найвідомішим представником Групи Боеда був Роберто Арльт та поети Рауль Гонсалес Туньйон і Оліверіо Хірондо. Група Флорида видавала журнал, до якого писав найвідоміший у світі на той час аргентинський письменник Хорхе Луїс Борхес.
У 1940-х роках з'являється авангард нових письменників на чолі з Хуаном-Хакобо Бахарліа, поряд з Гьюлою Косісе, Едгаром Бейлі, Кармело Арденом Кіном і Томасом Мальдонадо. У той же час розпочинає свою творчість Хорхе Луїс Борхес. Ернесто Сабато публікую свій перший роман «Тунель», який здобуває схвальні відгуки і премії у Європі. Леопольдо Маречаль видає декілька книг, зокрема «Адам Буенос-Айреса» (1948). Публікуються поети Ольга Ороско, Енріке Моліна, Селія Гуринські, які надихалися європейським сюрреалізмом, Альберто Гіррі, який захоплювався англійською поезією, Едгар Бейлі, який вважається фундатором конкретизму.

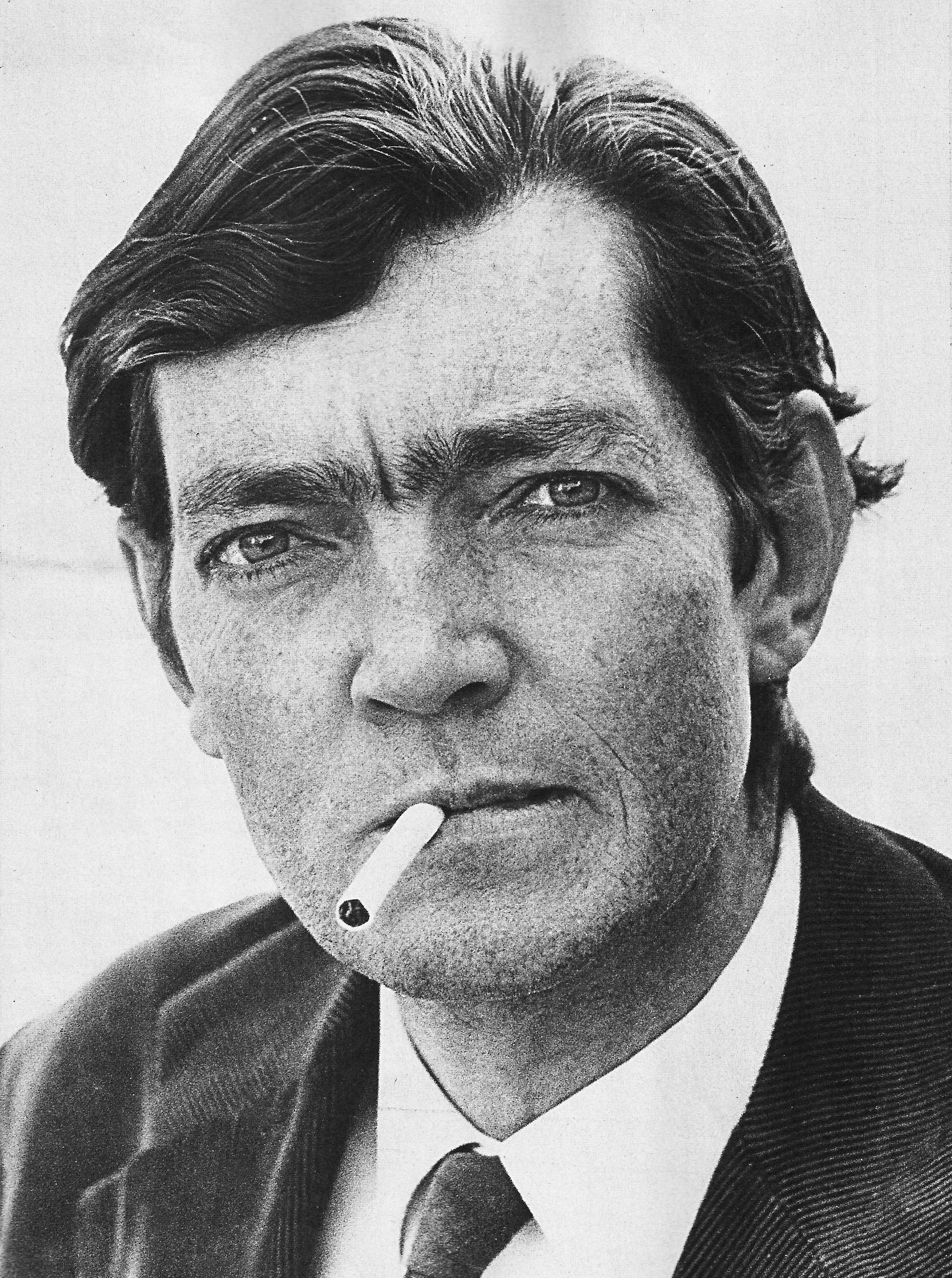
Хуліо Кортасар

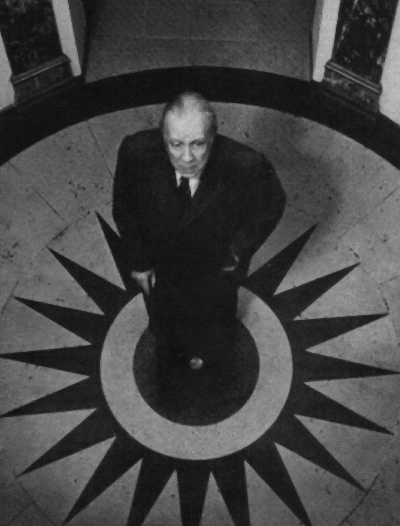
Хорхе Луїс Борхес

Хуліо Кортасар з допомогою Борхеса пише свої перші твори 1950 року та їде в Париж. Його твори справили значний вплив не лише на літературу Аргентини, але і на усю світову фантастику.
У 1950—1960-х роках поетичний авангард аргентинської літератури гуртується навколо журналу «Поезія Буенос-Айресу», яким керує Рауль Густаво Агірре. Серед політично заангажованих поетів вирізняються лауреат премії Серватеса Хуан Гельман, Хуана Біньйоцці і Орасіо Салас. Фернандо Демарія відзначається у царині інтимної лірики. Відомими в Аргентині стають Хуан Баутіста Саласар і Адольфо Бьйой Касарес, який також пише у співавторстві з Борхесом.
У 1970-х роках військова диктатура значно впливала на літературне життя Аргентини. Представниками цього періоду є Антоніо ді Бенедетто, Освальдо Баєр, Томас Елой Мартінес, Ектор Тісон, які змушені були писати в еміграції.
Після падіння військової диктатури (1976—1983) з'являється плеяда нових прозаїків, зокрема Даніель Мояно, Рікардо Піглья, Мануель Пуйг, Сесар Айра, Хуан Хосе Саер, Хуліо Каррерас, Антоніо даль Масетто, Алан Паулс, Ана Марія Шуа, Родольфо Фогвілл, Алісія Штеймберг, Луїса Валенсуела, Альберто Лайсека, Освальдо Сорьяно, Луїса Футоранскі, Хорхе Асіс, Родріго Фресан, Мемпо Джардінеллі, Алісія Косаме, Рейна Боффе, Крістіна Фейхоо, Родольфо Рабаналь, Сусана Шварц, Ліліана Екер, Хорхе Торрес Савалета, Леопольдо Брісуела, Гільєрмо Мартінес, і поетів, зокрема Артуро Каррера, Нестор Перлонгер, Рікардо Селарраян, Сусана Тенон, Ірене Грусс, Крістіна Пінья, Діана Беєссі, Хорхе Аулісіно, Рут Мел, Фабіан Касас, Сантьяго Сильвестер, Орасіо Кастільйо, Марія дель Кармен Коломбо, Рафаель Рольдан Аускі. Пародійні нотки у творчості цих письменників, іронія, переплетіння фантазії і реалізму, епічність, мінімалізм, феміністична лірика складають основні тенденції етапу розвитку літератури.

## Сучасна аргентинська література
У часи президентства Карлоса Сауля Менема (1989—1999), в атмосфері розквіту економіки і деякого занепаду культури, з'явилися нові групи авторів, далеких від традиційних літературних кіл. Серед них вирізняються Хуан Десідеріо, Вашингтон Кукурто, Даніель Дуранд, Хосе Вілья, Алехандро Рубіо, Даміан Ріос, Мартін Гамбаротта, Серхіо Раймонді, Фабіан Касас, Мартін Пр'єто, Даніель Гарсія Хельдер, Даріо Рохо, Есек'єль і Мануель Алемьяни, Родольфо Едвардс, Мартін Родрігес, Едуардо Айнбіндер, Вероніка Віола Фішер, Фернанда Лагуна.
Після кризи 2001 року в Аргентині почало формуватися нове покоління письменників, які часто публікують свої твори через Інтернет.